# 分類膨脹
分類膨脹（Taxonomic inflation）是一個貶義詞，指在特定情況下，公認的分類群數量被認為出現過度增加，而這種增加並非源於發現新的分類單元，而是據稱由於界定分類單元的方式發生了任意變更。最著名的例子是，透過武斷地認定不同分類單元間的差異足以將其區分開來，而將一群亞種提升至物種級別。分類膨脹常被聲稱是出於保育的理由而發生。要為一個常見且廣泛分佈物種下的孤立且不尋常族群爭取保護可能很困難，但如果該族群被認定為一個稀有的亞種或物種，則爭取保護會變得容易許多。